# Amao Omi
Amao Omi (zinloze oorlog) is een compositie van de Georgiër Gia Kantsjeli.
Kantsjeli voelt zich al tijden een onbegrepen eenling in de mensenmassa. Verdreven uit zijn thuisland en ten tijde van de compositie wonend in Antwerpen wordt hij regelmatig geplaagd door schrikbeelden uit het verleden en heden aangaande zijn geboorteland, dat al eeuwenlang wordt geteisterd door oorlogen, zowel door externe als interne wrijvingen.
Voor wat betreft zijn muziek bevindt hij zich op de scheidslijn van serieuze muziek en kitsch. Hij zit in dezelfde hoek als Arvo Pärt, Pärt heeft zich echter geheel teruggetrokken in zijn geloof; Kantsjeli houdt het wereldlijker. Het eendelig werk bestaat uit zeer ingetogen zang en muziek, maar af en toe vindt er een crescendo plaats, die het werk een verontrustende stemming meegeven. Dat Kantsjeli nog deel uitmaakt van de hedendaagse muziekwereld in terug te vinden in een tweetal passages die erg doen denken aan het werk van Philip Glass. Naast de haast verstilde muziek zitten in het werk ook een aantal generale rusten, die de spanning moeten verhogen. De stemvoering heeft veel weg van een liturgie en /of kerkmuziek; New age komt ook in de buurt.
De meningen over dit werk wijken sterk uiteen; de een vindt het muziek op zijn puurst; een ander vindt het edelkitsch.
Amao Omi is geschreven in opdracht van het Nederlands Kamerkoor voor dat koor en saxofoonkwartet. De première vond plaats in Düsseldorf, waarna nog uitvoeringen werden gegeven in het Muziekgebouw aan 't IJ te Amsterdam (18 mei) en de Miniemenkerk te Brussel (19 mei).

## Bron en discografie
- Uitgave ECM Records: Nederlands Kamerkoor met het Raschèr Saxofoonkwartet onder leiding van Klaas Stok; opgenomen in de Waalse Kerk te Amsterdam (mei 2006)

## Opmerking
Viktor Gelovani was sociaal-econoom uit het tijdperk Michael Gorbatsjov